# 田口時夫
田口 時夫（たぐち ときお、1931年2月4日 - 2000年12月29日）は日本の数学者、数理統計学者。統計的集中の解析で知られる。

## 略歴
- 1943年　東京高等師範学校附属国民学校（現・筑波大学附属小学校）卒業
- 1947年　東京高等師範学校附属中学校（現・筑波大学附属中学校・高等学校）卒業
- 1953年　東京大学理学部数学科卒業
- 1953年　末綱恕一の計らいで旧文部省統計数理研究所入所
- 1976年　経済学博士号取得（東京大学）論文の題は「集中現象の統計的解析法の研究 」[2]。
- 1994年　同研究主幹を経て退官
- 1994年　東京経済大学教授に就任
- 2000年　肺癌のため死去[1]

## 専門
- 広汎な標本調査の細密な解析